# فرونتینیان
شهر فرونتینیان (به فرانسوی: Frontignan) در شهرستان ارو (فرانسه) در ناحیه لانگدوک روسیون با جمعیت ۲۲٬۴۱۰ نفر در کشور فرانسه واقع شده است

## منابع

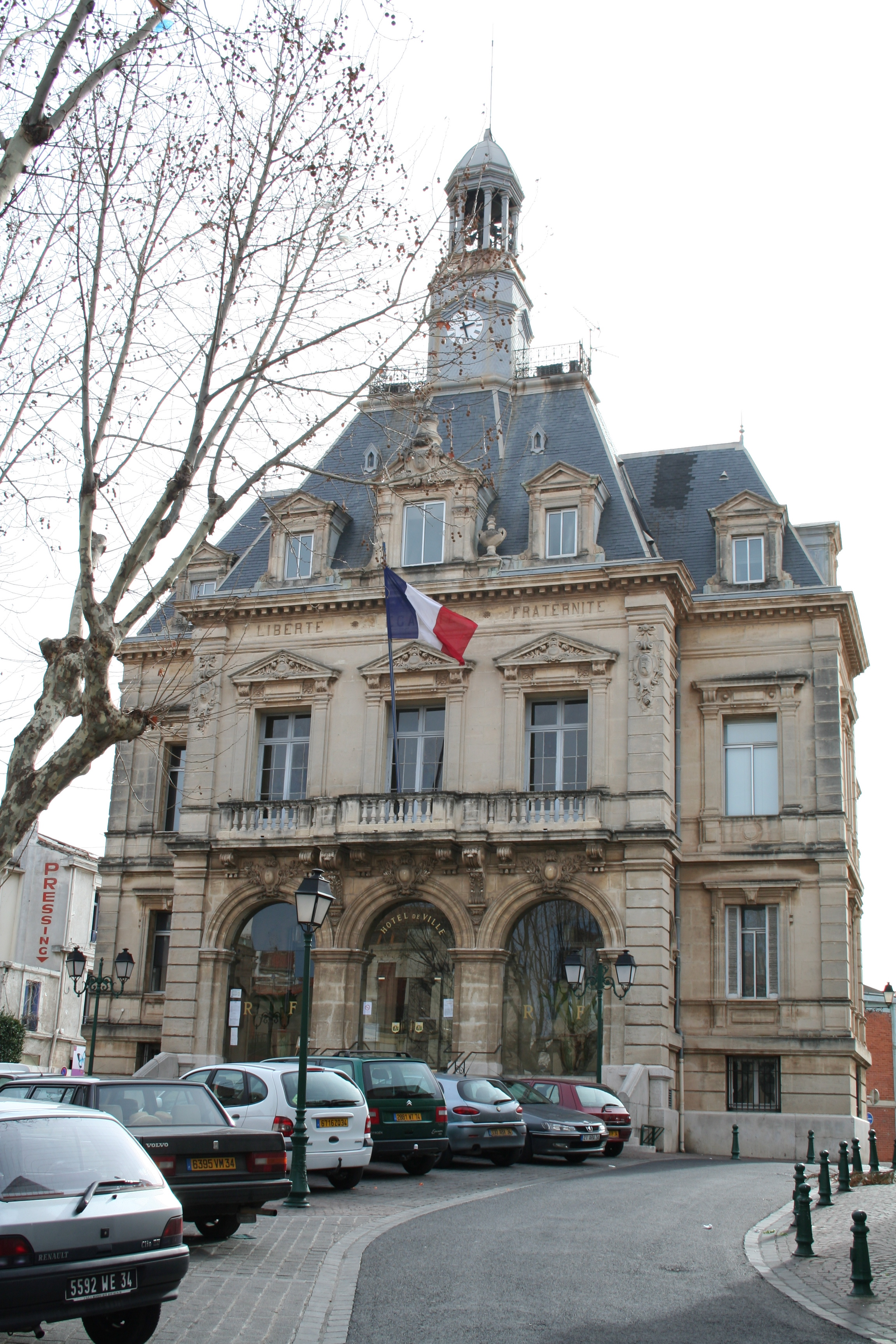